# Kim Min-seok (politicus)
Kim Min-seok (Yeongdeungpo; geboren op 29 mei 1964) is een Zuid-Koreaans politicus van de Minju-partij.
Sinds 7 juli 2025 is hij premier van Zuid-Korea.